# Banka Oreshek
Koordinaten: 67° 39′ S, 45° 57′ O
Die Banka Oreshek (englische Transkription von russisch Банка Орешек Banka Oreschek) ist eine Bank vor der Küste des ostantarktischen Enderbylands. Sie liegt gemeinsam mit der Banka Koljuchka unmittelbar westlich der Kap Feoktistow in der Alaschejewbucht vor den Thala Hills.
Russische Wissenschaftler benannten sie. Der weitere Benennungshintergrund ist nicht überliefert.